# Romániai magyar mezőgazdasági irodalom
A mezőgazdasági irodalom a mezőgazdasági termelés elméleti és gyakorlati kérdéseivel foglalkozik. Felöleli a mezőgazdasági tudományok ágaival, azok határtudományaival kapcsolatos irodalom művelését, az alkalmazott mezőgazdaság-tudomány eredményeinek ismertetését. A növénytermesztés és növényvédelem, rét- és legelőművelés, kertészet, szőlészet, erdőgazdálkodás, állattenyésztés és állategészségügy, terménytárolás és -feldolgozás, mezőgazdasági építészet, telkesítés, területrendezés, mezőgépészet átfogóbb területei mellett ide tartozik az agrártörténet-írás is, különös tekintettel a mezőgazdasági műveltség megalapozását és fejlesztését szolgáló intézményhálózat (oktatási és kutatási központok, szakkönyvkiadás, agrársajtó) működésére.

## 1918 előtt Erdélyben
Erdélyben az agrárirodalmat kiadó intézmények – mutatott rá Eke és toll c. átfogó számvetésében Nagy Miklós – "a 19. század közepéig a Habsburg-ház politikai felfogásának megfelelően nem jutottak kellő súlyú szerephez. Bécs nemcsak a könyvkiadáshoz nem nyújtott támogatást, de az iskolahálózat kiépítését sem mozdította elő. Erdély gazdatársadalma így minden téren a magánkezdeményezésekre volt utalva." Az oktatást illetően megkülönböztetett jelentősége van annak a ténynek, hogy 1799 és 1801 között Nagyszentmiklóson (a Nákó család uradalmi birtokán) megalakult az első mezőgazdasági szakiskola, melynek tervezetét az a Tessedik Sámuel dolgozta ki, aki 1780-ban Szarvason felállította a világ első gyakorlati agráriskoláját. A mezőgazdasági tudományok magas szintű művelését Erdélyben 1869-től, a Kolozsmonostori Gazdasági Tanintézet megalapításától számíthatjuk, a szakismeretek intézményes terjesztését azonban még korábbról: a Teleki Domokos alapította Erdélyi Gazdasági Egylet (EGE) már 1844-ben kezdődő működésétől. Csíkszeredában 1884-ben közadakozásból létesítenek mezőgazdasági szakiskolát, melynek fenntartási költségeit a Csíki Magánjavak viselik. A két világháború között Romániában az egyházak veszik gondjaikba a magyar nyelvű mezőgazdasági szakoktatást, beleértve a tankönyvírás és -ellátás ügyét is. Elsőként Székelykeresztúron nyílt meg 1931-ben az unitárius téli gazdasági iskola, ezt követi 1934-ben a radnóti katolikus, 1935-ben a csombordi református és még ugyanabban az esztendőben a kézdivásárhelyi katolikus tanintézet.
Az előzmények ismertetése rendjén nem feledkezhetünk meg az első magyar szerzőtől származó állatorvosi szakkönyvről, mely 1574-ben jelent meg (még latin nyelven). Négy év múlva a kolozsvári Heltai-nyomdában már napvilágot lát Méliusz Juhász Péter magyarul írt Herbáriuma. Az első magyar nyelvű kertészeti szakkönyv Lippai János 1664-ben kiadott Posoni kertje; öt évre rá Kolozsvárt megjelenik a Kerti dolgok leírása Benedeki Enyedi Sámuel tollából. Ez a könyv egymagában is igazolja, hogy "ebben a korban Erdélyben a gyümölcskertészet a mezőgazdaság üzemágai között fontos helyet foglal el" (Nagy Miklós). A Kolozsvári Katolikus Akadémián latint tanító és természetrajzot is előadó Fridvalszky János 1771-es disszertációjában kora tudományos eredményeit meghaladó következtetésekre jut a trágyázás, a talajerő-gazdálkodás és az eke fejlesztése terén. A talaj tápanyag-gazdálkodása kérdésében éppenséggel évszázadnyival előzte meg a világhírű Justus Liebig müncheni kémikust.
Az első magyar nyelvű mezőgazdasági lap, melynek figyelme az erdélyi vonatkozásokra is kiterjedt, Vizsgálódó Magyar Gazda címmel Bécsben jelent meg 1796 elején Pethe Ferenc szerkesztésében. Az 1827-től Kolozsvárt napvilágot látott Hazai Híradó, ill. az ennek folytatásaként 1832-ben indult Erdélyi Híradó szintén foglalkozott a földművelés és állattenyésztés kérdéseivel, a mezőgazdasági szaksajtó azonban csak az 1840-es években alakult ki. Ennek megtestesítője a hetente kétszer megjelenő Magyar Gazda (1841-1848), melyet a Széchenyi István kezdeményezésére létrejött Magyar Gazdasági Egyesület ismeretterjesztő szakosztálya hívott életre. A földbirtokosok, gazdatisztek, egyesületek, lelkészek és tanítók részéről Erdélyben is igényelt lap szerkesztői Műipar címmel melléklapot is kiadtak 1841-ben mezőgazdasági gépeket ismertetve s az élelmiszeripar fejlődésnek indult ágait népszerűsítve.
Megalakulása után az Erdélyi Gazdasági Egylet előbb évlapokat, 1856-tól Havi Füzeteket adott ki, 1869-ben pedig elindította Kolozsvárt az 1944 őszéig megjelenő Erdélyi Gazdát, leghosszabb életű és legjelentősebb mezőgazdasági szaklapunkat, amely – megszűnése előtt 70 000 példányban – minden erdélyi faluba eljutott, ahol igényt tartottak anyanyelvünkön a korszerű mezőgazdasági szakismeretekre.

## 1918 után
Agrártörténetünk bibliográfiájából egyértelműen kitűnik, hogy mezőgazdaságunk múltjának feldolgozásában historikusaink (elsősorban Bíró Vencel, Cselényi Béla, Csetri Elek, Demény Lajos, Egyed Ákos, Imreh István, Jakó Zsigmond, Kovách Géza, Kovács József, Magyari András, Palkó Attila, Pataki József) 1945 és 1972 közötti erőfeszítései ellenére rengeteg a fehér folt. Távolabbi korok és korszakok kutatására még akadtak vállalkozók, de már a 20. század legizgalmasabb agrártörténeti fejezetei megíratlanok maradtak. E tekintetben szinte csak a szociológus Venczel József, az agrártörténészként is számon tartott Nagy Miklós, valamint Benkő Samu egy-egy munkája számít kivételnek. Venczel dolgozta fel az első világháborút követő román földreform erdélyi vonatkozásait (Az erdélyi román földbirtokreform. Kolozsvár, 1942), Nagy Miklós pedig a második világháború utánit (Az 1945. évi agrárreform Erdélyben. Kolozsvár, 1945). Az első agrártörténeti tájmonográfiát Benkő Samunak köszönhetjük (Murokország, 1972).
Az 1920 júniusától újra folyamatosan megjelenő és különböző szakmellékletek (1921-től Méhészeti Közlöny, 1939-től Kisállattenyésztő) kiadására is vállalkozó Erdélyi Gazdán kívül még jó néhány mezőgazdasági szaklap és agrárkérdéssel is foglalkozó sajtótermék került kiadásra. Az egy évnél hosszabb életű agrárperiodikák közül mindenekelőtt a Földműves Szövetség mezőgazdasági hetilapja, az Erdélyi Barázda érdemel figyelmet, melyet Gáspár József és István (megjelenésének utolsó évében Kovács Elek) szerkesztett 1920 és 1928 között Marosvásárhelyen. Gyallay Pap Domokos lapjának, a Magyar Népnek (1921-1944) mezőgazdasági rovatát Szász Ferenc szerkeszti. Az Erdélyrészi Méhész Egylet által 1886-ban elindított Méhészeti Közlöny az Erdélyi Gazda szakmellékleteként folytatta tevékenységét (1956-ban Méhészet címmel indítják újra Bukarestben, Méhészet Romániában c. alatt szüntetik meg az 1980-as évek elején).
A Romániai Kertészeti Egyesület temesvári fiókjának közleménye, a Kertészeti Tőzsde 1922 és 1937 között jelent meg román, magyar és német nyelven, a Fauna (1928-1940) a Bánáti Kisállattenyésztők Egyesületének ugyancsak háromnyelvű lapja Temesvárt. Nagy Endre dési EGE-titkár kezdeményezésére 1930 júliusában megindul a Mezőgazdasági Szemle c. szaklap, mely előbb Dicsőszentmártonban, 1932-től Székelykeresztúron, 1934-től Kolozsvárt jelenik meg, majd 1943-1944-ben a mezőgazdasági főiskola szaktudományos folyóirataként válik igazán jelentőssé Kuthy Sándor és Szász István szerkesztésében. A baromfi- és kisállattenyésztőknek 1931 és 1937 között Aradon látott napvilágot kétnyelvű (román és magyar) folyóirata. A földművesek és falusi szegények hetilapjaként Demeter János szerkesztésében Kolozsvárt megjelent Falvak Népe (1932-1933) hasábjairól sem hiányzott a kisgazdáknak szóló szaktanácsadás. 1933 és 1940 között kerül az érdeklődők kezébe a háromnyelvű kolozsvári Élelmiszer Újság. A székelyudvarhelyi Siculia Gyümölcstermesztési Szövetkezet havi értesítőt ad ki Siculia Gazda Lap (1934-37) címmel. A kolozsvári Kertgazdaság c. szakfolyóirat (1935-37) főként a virágtermesztés kérdéseit tartja szem előtt. A Canis (1935-1936) a Fajkutyatenyésztők Egyesületének temesvári lapja.
A szakkönyvkiadást illetően ebben az időszakban az EGE (1939-től nemzetiségi jelzővel EMGE) játszott meghatározó szerepet. "Az Erdélyi Gazdasági Egylet Könyvkiadó Vállalata kiadásában – állapítja meg 1944-es számvetésében Szász István – az 1887-1939. években 66 ismeretterjesztő füzet jelent meg, legtöbbje számos kiadásban, egyes füzetek román, német és szlovák nyelven is. Hasonló sorozatos kiadvány 1939-től fogva az Erdélyi Gazda Könyvtára, ill. Az EMGE Gazdaköri Könyvtára, amelyekben 1944-ig 8 füzet jelent meg. 1887 után az EMGE közreműködésével megjelent összes művek száma 106. A 106 dolgozat közül 25 a növénytermesztés, rét- és legelőművelés, talajművelés és trágyázás, 22 az állattenyésztés, takarmányozás és tejgazdaság, 23 pedig jogi, közgazdasági, társadalmi, szövetkezeti és biztosítási, valamint adóügyi kérdésekkel foglalkozik."
Az EGE könyvkiadó vállalata az első világháborút követően 1923-ban kezdte újra tevékenységét, és 1939-ig 7 füzetet adott ki (Szentkirályi Ákos, Páter Béla, Nagy Endre, Török Bálint munkáit). Az Erdélyi Gazda Könyvtára Szeghő Dénes Okszerű takarmányozásával mutatkozott be 1939-ben, Az EMGE Gazdaköri Könyvtárában pedig 1940 és 1943 között Török Bálint, Bodor Kálmán, Farkas Árpád és Balogh László 7 füzete jelent meg. Az EGE egyéb kiadványai közül Szász István 6 (földbirtokreformmal, mezőgazdasági kamarák létesítésével, műtrágyázással, exportmarha-hizlalással foglalkozó) füzetet vett számba ettől az időszaktól. Török Bálint szerkesztésében az Erdélyi Gazda 1922 és 1937 között minden évben kiadta Az Erdélyi Gazdák Zsebnaptárát, 1938-tól 1947-ig pedig az Erdélyi Gazda Naptárát húszezer példányban. (Ezt a hagyományt folytatja a Falvak Dolgozó Népe az 1950-es években.)
Az EGE és az Erdélyi Gazda mellett a Katolikus Világ és a Magyar Nép c. folyóirat, valamint a brassói ÁGISZ is felvállalta a mezőgazdasági könyvkiadást. A Katolikus Világ Könyvei 5. és 9. füzete Szentkirályi Ákos növénytermesztési útmutatóját (Kolozsvár, 1924) és állattenyésztési tanácsadóját (Kolozsvár, 1925) tartalmazza. A Gyallay Pap Domokos szerkesztette Magyar Nép Könyvtára sorozatban 1925 és 1938 között 9 mezőgazdasági tárgyú kiadvány is elhagyta a Minerva nyomdát (főként termesztési-tenyésztési útmutatók) Török Bálint, Cs. Lázár László, Szász Ferenc, Páter Béla, Konopi Kálmán és Koncz Lajos szakírói közreműködésének köszönhetően. A Minerva Népkönyvtár Szász Ferenc 1930-as baromfitenyésztési tanácsadóját iktatta sorozatába. Ugyancsak a kolozsvári Minerva Rt. kiadásában jelent meg a két világháború közti időszak legnépszerűbb és legtöbb haszonnal forgatott kiadványa, a Nagy Endre és Szász Ferenc szerkesztette Gazdatudomány. Ezt a téli gazdasági iskolák növendékei tankönyvként, a szakszerű gazdálkodás meghonosítására törekvő törpe- és kisbirtokosok pedig kézikönyvként használták. Az első kiadás 1936-ban 2000, a második 1937-ben 3000 példányban hagyta el a nyomdát; a negyediknek Veress István is társszerzője volt 1946-ban.
Az ÁGISZ Kacsó Sándor kezdeményezésére indított Hasznos Könyvtár sorozatának 23 füzete közül 8 a kisgazdákat próbálta rávezetni 1935 és 1938 között a szakszerű földművelés (Bodor Kálmán, Atzél Ede), állattenyésztés (Szilády Zoltán, Blénessy Károly, Lőrinczi László) és a kertészet (Kreisl Gyula, Cs. Boróczy Erzsébet) hatékony módszereire. Jellemzőek már maguk a címek is: A háromholdas gazdának is meg kell élnie; A méh, a kisgazda ingyen napszámosa; A tyúk nem hibás! (Az első füzet kéziratát Kacsó Sándor, a harmadikat Kakassy Endre dolgozta át gazdaköri vitává.)
Kolozsvár és Brassó mellett más városokban is (Arad, Belényes, Bukarest, Dicsőszentmárton, Gyergyószentmiklós, Marosvásárhely, Nagyenyed, Nagyvárad, Segesvár, Székelyudvarhely, Székelykeresztúr) jelentek meg mezőgazdasági kiadványok, többnyire a szerzők saját költségén. Lőrinczi László első tyúkászati füzete éppenséggel a Nyikó menti Kadácsot, a szerző lelkészi szolgálatának színhelyét tünteti fel a megjelenés helyeként. Mindenekelőtt Gáspár József (1925) és Blénessy Károly (1936) méhészeti, Lőrinczi László tyúktenyésztési (1931) útmutatója, Dezső Miklós szőlészeti (1931), Páter Béla gyümölcstermesztési (1929) és Radó Ferenc virágkertészeti (1940) tanácsadója töltött be hézagpótló szerepet.
Az időszak legjelentősebb kiadványa az EMGE centenáriumára a Minervánál 1944 őszén Farkas Árpád szerkesztésében megjelent Erdély mezőgazdasága c. tanulmánykötet. Szerzői: Simor Ferenc (éghajlat), Nagy Miklós (szarvasmarha- és bivalytenyésztés), Szopós András (gabonanövények), Mundra Alajos (élelmi és ipari növények), Farkas Árpád (üzemi viszonyok), Cserey Lajos (gyümölcs- és szőlőtermesztés), Szász István (szakoktatás és szakirodalom), Kós Károly (gazdasági építészet).
A jelzett könyvsorozatok és a hézagpótló egyedi vállalkozások viszonylag nagy száma ellenére az időszak agrártörténetét jól ismerő Nagy Miklós kifejezetten szegényesnek minősíti mezőgazdasági könyvkiadásunkat a két világháború között. Az agrártudományok legfrissebb eredményeit azon nyomban közzétevő változatos arcélű szaklapok hatékonyabbaknak bizonyultak, mint a szerény nyomdaviszonyok közepette megjelenő népszerűsítő könyvecskék. A második világháború után azonban épp ennek a fordítottjára kerül sor: a mezőgazdasági főiskola magyar tagozatának kiépítésével, kísérleti állomások létrehozásával, majd a Mezőgazdasági és Erdészeti Állami Könyvkiadó kolozsvári magyar szerkesztőségének megszervezésével – ha csak rövid időre is – megteremtődnek mezőgazdasági szakirodalmunk művelésének anyagi és szellemi előfeltételei, míg a szakismeretek terjesztésében mozgékonyabb, friss információkat adó, a mezőgazdasági kutatások eredményeit naprakészen számon tartó agrársajtó hálózata nem tud kiépülni.
A második világháború után nehezen talpra álló erdélyi magyar gazdatársadalom szervezésében és szakmai irányításában néhány évig még részt vállalhatott ugyan az EMGE, 1948-ig kiadta gazdanaptárait s továbbra is megjelentette gazdaköri könyvtárának sorozatát, de ennek már csak 3 füzete került ki a nyomdából. Ebben a bizonytalan szakaszban a Józsa Béla Athenaeum Hasznos Könyvtár címmel indított mezőgazdasági sorozatot: első kiadványa Nagy Miklós baromfitenyésztési tanácsadója volt, ezt Kós Károly Falusi építészet (Kolosvár, 1946) c. kötete követte. Löbl József állatorvos Az angora nyúl okszerű tenyésztése és betegségeinek gyógykezelése címen adott ki hasznos gyakorlati tanácsadót (Arad, 1946). A Minerva megjelentette 1947-ben Koncz Lajos Konyhakertészetét és Dück Alfréd cukorrépa-termesztési füzetét. Az Erdély sajátosságait figyelmen kívül hagyó, szovjet típusú mezőgazdasági átalakítást meghirdető kommunista pártprogram megvalósítói azonban a továbbiakban lehetetlenné tették a kibontakozást s anyagiak híján az Erdélyi Gazdát sem lehetett újraindítani. 1949 és 1951 között már nem akad eredeti munka, az RKP kiadásában megjelenő s a szovjet mezőgazdaságot népszerűsítő propagandamunkáknak még a fordítóit sem tüntetik fel.
A hiány pótlására az MNSZ a Falvak Népe újraindítását tette lehetővé azzal a céllal, hogy a mezőgazdasági műveltséget az adott új viszonyok közt is ébren tartsa. A kezdetben havonta kétszer, 1948 szeptemberétől pedig hetente megjelenő lap felvállalta az Erdélyi Gazda szerepét. Megvolt a személyi folytonosság is: ugyanaz a Kacsó Sándor indította újra (Asztalos Istvánnal, Horváth Istvánnal és Kós Balázzsal), aki Nagyenyeden az Erdélyi Gazda dél-erdélyi kiadását 1941 és 1944 között ténylegesen szerkesztette. A Falvak Népe szakmellékletnek is beillő, négy oldalon jelentkező Gazdálkodás c. rovatát Kós Balázs gondozta, a rovat fejlécét édesapja, a főiskolán mezőgazdasági építészetet előadó Kós Károly rajzolta.
Míg agrársajtónk csak csökevényesen folytatódott, a mezőgazdasági könyvkiadás a mezőgazdasági főiskola magyar tanáraira támaszkodva újjá fejlődött. Az Állami Könyvkiadó 1953-ig 32 mezőgazdasági címmel szerepel a romániai magyar könyvkiadás kéziratos bibliográfiájában, köztük Bikfalvy Ferenc, Madaras Klára és Szövérdi Ferenc egy-egy kötetével, s napvilágot látott egy eredeti termesztési-tenyésztési brosúra A gazdasági növények pótbeporzása címmel Takács Imrétől (1952). Az állami Tudományos Könyvkiadó és Tankönyvkiadó 1951 és 1953 között 23 címet jelentetett meg magyar nyelven, ebből 10 számít eredeti munkának. Közülük legjelentősebb Veress Istvántól A gyümölcskertész kézikönyve (1951) s a Palocsay Rudolf és Antal Dániel közreműködésével ugyancsak általa írt Gyümölcsfák és bokrok metszése, mely 1952 és 1957 között négy kiadást ért meg. Ugyanitt adták ki a Mezőgazdasági Főiskola zöldségtermesztési tanszékének első szintéziseit (1952), Nyárády Antaltól a Szántóföldi gyomnövények (1952), Antal Dánieltől a Növénytermesztési jegyzetek (1953) c. munkát, valamint Kovács Béla, Kósa Barna, König Miklós és Mózes Pál növénytermesztési és növényvédelmi módszereket ismertető füzeteit.
Az 1953-as esztendő a romániai könyvkiadók átszervezésének éve. Ettől kezdve a Mezőgazdasági és Erdészeti Állami Könyvkiadó, ill. az 1970-től jogutódjaként létrejövő Ceres Könyvkiadó tevékenysége a mérvadó mezőgazdasági kiadványok magyar nyelvű megjelentetésében. Nem hagyhatjuk figyelmen kívül azt az önmagán túlmutató jelentőségű tényt sem, hogy 1953 és 1985 között az Állami Tanügyi és Pedagógiai Könyvkiadó összesen 44 mezőgazdasági tankönyvet adott ki a romániai magyar könyvkiadás bibliográfiája szerint, annál is inkább, mivel ezeket rendszerint jeles agrárszakírók fordították magyarra, nem egy esetben az eredeti szöveg minőségi átdolgozásának igényével. Az Állami Politikai Könyvkiadó s a Kulturális és Tudományos Ismeretterjesztő Társaság által 1953 és 1967 között magyar nyelven megjelentetett agrárpropaganda-füzetek között eredeti munka ugyan nem akad, tágabb összefüggésben azonban tekintetbe veendő, hogy miközben a szakkönyvkiadó 1955-ben például háromszorosára növeli az eredeti munkák számát, a Politikai Könyvkiadó ugyanakkor a tízszeresére emeli a magyar propagandakiadványokét, s míg a szakkönyvkiadóknál 1966 után az eredeti magyar munkák megfogyatkoznak, a Kulturális és Tudományos Ismeretterjesztő Társaság 29 magyar nyelvű füzetecskével jelentkezik, nyilvánvalóan a kormány agrárprogramjának támogatására. A mezőgazdaság szövetkezetesítésének befejezése időszakában ugrásszerűen megnő a tartományi székhelyeken kiadott termelési-tenyésztési agitációs füzetek száma.
A Mezőgazdasági és Erdészeti Könyvkiadó és a Ceres tevékenységét 1968 és 1973 között a Hargita, ill. Kovászna megyei Agronómusok Háza által megjelentetett kiadványok egészítették ki. Csíkszeredában kerül kiadásra Kerekes Ferenc mezőgépészeti kötete (1970), valamint Dimény Sándor Kenyerünk: a burgonya c. munkája (1972). A sepsiszentgyörgyi nyomdából kerül ki Féder Zoltán, Pakuts Sándor és Tompa Ernő kötete, az Állattartástól az állattenyésztésig (1971), valamint Pakuts Sándornak a nagyüzemi tejtermelés kérdéseit taglaló munkája (1973). A szakírói munkásságát nyolcvanévesen áttekintő Veress István joggal állapította meg: "Pályám legtermékenyebb periódusa az 1951 és 1961 közötti évekre esik; húsz könyvemből több mint tíz abban az időszakban jelent meg... Sem azelőtt, sem azután nem tapasztaltuk az anyanyelvünkön folyó mezőgazdasági szakírás ilyen fokú megélénkülését." A helyzet azonban hovatovább megváltozott. A nagy tapasztalattal rendelkező szakírói gárda sorai megritkultak, a magyar főiskolai agrároktatást felszámolták s így a tudományos utánpótlás egyre gyengült. Ezek a körülmények mind hozzájárultak az önálló magyar mezőgazdasági szakkiadványok megszűnéséhez. A szűkülő lehetőségek közepette szakíróink szinte kivétel nélkül románul írják tanulmányaikat, s csupán kiadói megrendelés esetén vállalkoznak szakterületük eredményeinek magyar nyelvű összefoglalására. A többségükben termesztés- és tenyésztés-centrikus kiadványok azonban a korszak agrárpolitikájának megfelelően elsősorban a mezőgazdaság nagyüzemi átalakítását voltak hivatottak szolgálni. Csak az 1980-as évekre kristályosodott ki az a nézet, amikor viszont már csökkentek a magyar szakkönyvkiadás esélyei, hogy sajátos helyzetünkben az a könyvtípus a legcélszerűbb, amely egyaránt kitér a nagyüzemi termelés és a háztáji gazdálkodás kérdéseire. Ezt mindenekelőtt az indokolta, hogy a hatékony háztáji termelésben sem lehet mellőzni a legkorszerűbb, leginkább célravezető módszereket.
A Ceres Könyvkiadó magyar mezőgazdasági vonatkozású szerepének kiemelkedő teljesítménye volt a Román-magyar, magyar-román mezőgazdasági szótár kiadása (1980), melynek szóanyagát Gabriel Manoliu, Ion Bucur, Szalay András és Schweiger Ágnes állította össze.
A magyar szakirodalom háttérbe szorulása szükségképpen újra előtérbe hozta az átfogó és ugyanakkor gyakorlati szaktanácsadást is nyújtó agrárlap igényét. 1971 és 1974 között az akkorra már Bukarestbe költöztetett s címében Falvak Dolgozó Népeként folyamatos volt Falvak Népe vállalkozott arra, hogy egy Nagy Miklós szerkesztette Mezőgazdasági Útmutató c. szakmelléklettel az agrárirodalom híveit megtartsa, 1974 után azonban a közéletre nehezedő központosítás ezt a mellékletet megszüntette, s így a mezőgazdasági szakanyagok a lap hasábjain szétszórva kaptak helyet. Hovatovább rendszeressé váltak az oktatás-kutatás-termelés fejléce alatt megjelenő összeállítások, s Tangazdaság címmel megindult a mezőgazdasági líceumok fóruma is. Az 1980-as évek elejétől kezdve már nemcsak elszórtan felbukkanó cikkek foglalkoznak a háztáji szarvasmarha-, juh-, sertés- és kisállattenyésztés, a zöldség-, gyümölcs- és szőlőtermesztés kérdéseivel, hanem 1983 és 1989 között egészoldalas csoportosítások irányítják a figyelmet – Cseke Péter szerkesztésében – hétről hétre a hatékony háztáji gazdálkodás módszereire. Az 1987-ben indult Mezőgazdasági Kisenciklopédia fogalomtisztázó, szakkifejezéseket értelmező szócikkelyei a szakműveltség terjesztését szolgálták.
Tematikailag, ha csak érintőlegesen is, a mezőgazdasági irodalom köréhez tartoznak a Kriterion Kiskalauz c. sorozatban megjelent olyan kiadványok, mint Kelemen Attila Madaraskönyv (1978), Veress Magda Gombáskönyv (1982), Gyurkó István A halak világa (1983), Kuszálik Péter-Kuszálik Mária Fák és cserjék (1984), Bagosi József Kertbarátok könyve (1990), Pap István Háztáji állattartás (1990) c. munkája.
Bár a fordítások általában túlsúlyban voltak az eredeti szakirodalomhoz viszonyítva, és szakíróink több mint fele rendszeresen vállalta tankönyvek, szintézisek, kézikönyvek magyarítását, érdemes szemügyre vennünk, hogy az utóbbi hetven évben kik és mivel gyarapították anyanyelvünkön a mezőgazdaság egyes ágainak és ágazatainak eredeti szakirodalmát.

## Magyar nyelvű kiadványok 1918 után
1. A növénytermesztés általános kérdéseit taglaló munkák közül elsőként Szentkirályi Ákos 1924-es – útmutató jellegű – összefoglalóját s Gáspár István A legszebb évelő növények könyve (Kolozsvár, 1926) c. füzetét említhetjük. Elméleti igénnyel készült Madaras Klára és Keszy-Harmath Erzsébet kötete, a Mezőgazdasági növényeink szántóföldi fajtaelismerése (1955, javított és bővített 2. kiadásban A szántóföldi növények fajtaelismerése, 1959, Madaras Klára, Czier Antal, Sebők M. Péter szerkesztésében), továbbá Lazányi Endre Fontosabb termesztett növényeink ivaros szaporodásáról c. tudományos munkája (1957), valamint Szabó Attilának az 1980-as évek tudományos szintjét képviselő műve, az Alkalmazott biológia a termesztett növények fejlődéstörténetében (1984).
A búzatermesztés terén Konopi Kálmán méltán népszerű és nagy haszonnal forgatott 1936-os kiadványát (Jó búzából lesz a jó kenyér) csak 1953-ban követi újabb (Szopós András-Pap István: Búzatermesztők könyve). Ide tartozik Moll Éva Vetőmag és vetés c. munkája 1956-ban. S bár a búza nemesítése az 1970-80-as években virágkorát élte, azóta sem jelent meg Romániában magyar nyelven újabb összefoglaló munka. Még Az EMGE Gazdaköri Könyvtárának 5. füzeteként látott napvilágot Szövérdi Ferenc kukoricatermesztési útmutatója (1941), az 1950-es években Antal Dániel jelentkezik hasonlóval, majd Lazányi Endre kukoricanemesítési (1955) és Kabán Ferenc termesztéstörténeti kötetét (1965) vehette kézbe az érdeklődő. A zabtermesztés tudományáról Kósa Barna 1952-es munkája az egyetlen összefoglalás.
2. Az ipari növények termesztését illetően a cukorrépáról szóló szakirodalom áll első helyen. Nagy Endre alapvető munkáját (1926) Pintér Lajos 1935-ös aradi és Dück Alfréd 1947-es füzete követi, majd Major Pál tollából napvilágot lát – a korszakra jellemző címmel – a Több cukorrépát! A Marosvásárhelyi Mezőgazdasági Kísérleti Állomáson később Tamás Lajos (1963-1967) és főként Márkus István kutatók foglalkoznak érdemben a cukorrépa-termesztés kérdésével, ám idevágó tudományos eredményeik a körülmények folytán magyarul nem hozzáférhetőek. A kender és a len termesztéséről Forgó Lajos írt egy-egy összefoglalót (1954, 1955), az Olajnövények termesztése kéziratát (1957) pedig Antal Dániel, Erdélyi István és Opra Pál készítette sajtó alá.
3. A rét- és legelőművelés, rét- és legelőgazdálkodás, valamint a takarmánytermesztés kérdései elválaszthatatlanok egymástól. Ebben a tárgykörben is figyelemre méltó Gáspár József munkássága, aki az Erdélyi Gazda kiadta három takarmánytermesztési füzet (1910-1912) után A legelők és rétek ápolásáról c. tanulmánnyal jelentkezett (1926). Az EMGE Gazdaköri Könyvtára 8. füzeteként Balogh László tollából jelenik meg takarmánytermesztési tanácsadó (1943). Az erdélyi rét- és legelőgazdálkodás fejlesztésének lehetőségei címen (1946) Szász István értekezik. Bikfalvy Ferenc 1949-es lucerna- és Kósa Barna 1960-as szénatermesztési kiadványát csak két évtized múlva követi a Takarmánynövények termesztése (1981), amelynek társszerzője – Kósa Barna mellett – az a Tamás Lajos, aki az 1960-as évek derekától kutatásai középpontjába állította a takarmánynövények agrotechnikáját s a talajmunkálatok lehető legelőnyösebb megoldásával kapcsolatos kísérleteket.
4. Alighanem a kertészeti ágazatok művelőinél akad a legtöbb számba venni való. A háztáji tanácsadóktól nagyüzemi termesztéssel foglalkozó munkákon át egészen a világ gyümölcstermesztését áttekintő szintézisig itt mindenféle könyvtípus megtalálható. Ritter Gusztáv 1926-os EGE-kiadványa, A házi kert óta gyakran születik ehhez hasonló munka (Csorba István, Keszy-Harmath Erzsébet, Török Sándor 1957-es, majd Csorba, Keszy-Harmath és Veress István 1974-es és 1981-es kiadványa). A zöldségtermesztést a két világháború között Cs. Boróczy Erzsébet, ill. Koncz Lajos Konyhakertészete képviselte (mindkettő 1938-ban jelent meg), a virágkertészetet pedig Radó Ferenc két munkája (1939, Z. Horváth Gábor társszerzővel, 1940).
A Veress István vezette főiskolai zöldségtermesztési tanszék tagjai (Csorba István, Keszy-Harmath Erzsébet, Török Sándor, Tüzes Karácson) 1952 és 1961 között 6 kötetet adtak közre. Palocsay Rudolf zöldség- és gyümölcsnemesítési kísérleteinek eredményeit ugyanúgy összefoglalta (1954, 1961), miként a virágkertészetieket is (1960); ugyancsak 1960-ban jelent meg Török Sándor és Veress István Virágoskertje is.
5. A gyümölcstermesztést Páter Béla (1929), Szász Ferenc (1929) és Patakfalvy Zsigmond tanácsadója propagálja. Az 1950-es években és az 1960-as évek elején feltűnően sok gyümölcstermesztési kézikönyv jelent meg. Ezek többségükben főiskolai tankönyv gyanánt is szolgáltak, és ugyanakkor a termelésben dolgozó gyakorló mérnökökhöz, üzemszervezőkhöz szóltak. Kezdődik a sor A gyümölcskertész kézikönyvével (Veress István, 1951), folytatódik a négy kiadást megért Gyümölcsfák és bokrok metszésével (Palocsay Rudolf, Veress István, Antal Dániel, 1952), majd az Általános gyümölcstermesztéssel (Veress István, Keszy-Harmath Erzsébet, 1959), aztán az 1970-es évek tudományos szintjén Botár Andor, Wagner István és Veress István adja az érdeklődők kezébe A gyümölcstermesztő kézikönyve c. összefoglalást (1975). Ezekben az években egyébként Péterfi István irányításával működött az az akadémiai munkacsoport, amely az erdélyi gyümölcsök tájfajtáit dolgozta fel (Botár Andor, Brugovitzky Edit, Dankanitsné Csekme Erzsébet, Keszy-Harmath Erzsébet, Palocsay Rudolf, Veress István és Wagner István). Minthogy Botár Andor a kolozsvári kísérleti állomáson a bogyósgyümölcsűek és a szamóca nemesítésére szakosította magát, társszerzőkkel írt kötetei ezek korszerű termesztését mutatják be (1962, 1967, 1985).
6. Ami a szőlészetet illeti, a múlt században Kemény István nemcsak azzal teremtett hagyományt, hogy csombordi birtokán meghonosította a rajnai rizlinget, mely az 1867-es párizsi világkiállításon nagyaranyat nyert, hanem azzal is, hogy megírta A szőlőépítés gyakorlati módja (1867) c. népszerűsítő munkáját. Hasonló jellegű kötetet jelentet meg 1931-ben Nagyenyeden Dezső Miklós, akinek a munkásságát az 1935-ben létrehozott felekezeti szőlészeti iskola tanárai tették teljessé. Csávossy György, Horváth Ödön, Mezei Sándor és Szász József nem csupán a csombordi boroknak szerzett ismételten hírnevet (egyébként Csávossy teremtette meg Erdély vörösborát), hanem megírják a szőlőtermesztés és borászat alapvető szintéziseit is. Ezek: Szőlőtermesztés (1957); Borászat (Csávossy György, László Gyula, Mezei Sándor, 1963); Szőlészeti és borászati kézikönyv (Csávossy, Kovács Adorján, Mezei Sándor, 1974).
7. Gyógynövényismeretben Páter Béla (1924, 1936) és Bodor Kálmán (1938, 1963) úttörő kezdeményezését az 1970-80-as években az ún. "marosvásárhelyi iskola" (Rácz Gábor és munkatársai) korszerű szintézise tette teljessé.
8. Növényvédelem terén a két világháború közötti kiadványok szerzői (Páter Béla, 1929; Gyerkes Mihály, 1937; Kreisl Gyula, 1937; Török Bálint, 1937, 1940) még kizárólag a gyümölcsfák kártevőinek leküzdésével foglalkoztak. Az újabb fejezet a kolozsvári mezőgazdasági főiskolán előadó Mózes Pál és munkatársai (Páll Papp Olga, Titz Lajos, Stern János) nevéhez fűződik, akik 1952 és 1961 között 20 füzetet jelentettek meg, immár széles körben átfogva a növényvédelem valamennyi kérdését. Itt kell megemlítenünk Péterfi Ferenc 1958-as Mezőgazdasági rovarhatározó, valamint Puskás Attila Barátaink és ellenségeink – a rovarok (1975) c. munkáját. Az 1970-es évek derekától a kolozsvári kertészeti állomás növényvédelmi laboratóriumát vezető Székely József munkái (Kertészeti növények védelme, Csávossy Györggyel, 1975; Dísznövények védelme, 1983) keltettek figyelmet.
9. Az erdőgazdálkodás szakirodalmát jórészt Kádár Zsombor munkái képviselik (1954, 1955, 1956, 1961). Jaszenovics László és Nagy György bevonásával ő állította össze a kétkötetes Erdészeti zsebkönyvet (1958, 1959); nevéhez fűződik a Román-magyar erdészeti és faipari szótár (1975), ill. a Magyar-román erdészeti, vadászati és faipari szótár (1979) megszerkesztése is.
10. "Erdélyben – írja Nagy Miklós – jelentős szerepe volt az állattenyésztésnek, minthogy a legelők és kaszálók a mezőgazdasági terület kereken 40%-át alkották. Ez elsősorban a szarvasmarha- és juhtenyésztésnek kedvez. Érthető, hogy e két állatfaj fontosabb szerepet játszott a múltban, mint a sertéstenyésztés, amelyre nézve a viszonyok ott kedvezőbbek, ahol sok gabona terem. [...] A hússertés csak az 1930-as években kezd elterjedni, amikor Erdélyben a tejszövetkezeti mozgalom is megerősödik, s több sovány tej áll a sertéstartók rendelkezésére." Az érdeklődés fokozódása az állattenyésztés iránt a szakirodalom növekvő igényét is jelzi: az 1867-ig megjelent 57 mezőgazdasági kiadványból még mindössze 5 tárgyalta az állattenyésztés kérdéseit, Az EGE Könyvkiadó Vállalata Füzetei sorozatban 1888 és 1939 között megjelent 77 munkából már 27.
Szentkirályi Ákos 1923-as juhtenyésztési füzetén és 1925-ös Állattenyésztési tanácsadóján kívül úgyszólván csak kisállattenyésztéssel foglalkozó kiadványokkal találkozunk a két világháború között. Újabb összefoglalót Pap Istvánnak köszönhetünk, akinek 1959-es munkája bővített újrakiadásban 1964-ben is megjelenik. Nagy Miklóssal együtt ugyanő a szerzője az 1957-es Bivalytenyésztés és a Háziállatok takarmányozása c. három kiadást megért kézikönyvnek (1956, 1961, 1974), melynek Szeghő Dénes Okszerű takarmányozása (1936) az előzménye. A sertéstenyésztést illetően Virág Elek tanácsadóját (1926) és Pap István Sertéshizlalását (1956) nem követték újabbak, Székely Györgynek a Kaleidoszkóp-sorozatban megjelent munkája (1973) ugyanis már a házi disznóvágás és húsfeldolgozás tárgykörébe tartozik. Itt említjük meg, hogy a tejkezelés és tejfeldolgozás terén Finta Domokos (1956) és Nagy Miklós (1956, 1963) gyarapítja a korábbi szakirodalmat.
A kisállattenyésztési szakkönyvek többsége (Szász Ferenc, Lőrinczi László, Nagy Miklós tollából 1930 és 1977 között) a baromfiakkal foglalkozik. Részben ide, részben a nyúltenyésztéshez sorolható Pap István 1960-as kötete (Házinyúl- és szárnyastenyésztés). Moldvai Ferenc 1938-ban adta ki a Galambtenyésztők kézikönyvét, melynek korszerűbb változatát Péterfi István 1961-ben megjelent könyve és 1970-ben bővített újrakiadása képviseli. A méhészeti szakirodalom iránt érdeklődők a két világháború között Gáspár József (1925), Valló Zoltán (1925), Balla István (1927), és Blénessy Károly (1936) kiadványait vehették kézbe; ezeket később csupán Nyárády Antalnak a méhlegelőkről írt szintézise (1958) követte. A haltenyésztés szakirodalmát Gyurkó István (1960, 1972, 1979, 1982) és Kászoni Zoltán (1959, 1963, 1972, 1973) idevágó kötetei gazdagították. E tárgykörbe tartozik Wagner István Mint hal a vízben (1991) c. kötete.
11. Az állategészségügy terén Nagy Miklós, Nagy Béla és Szabó Ferenc 1981-es munkája, a Háziállatok egészségvédelme az egyetlen, melyet e számbavétel során említeni lehet.
Különlegességénél fogva megemlítendő Kiss Ella Pasat Emillel és Varga Tiborral közösen Marosvásárhelyen 1965-ben írt kötete, mely a nők szerepével foglalkozik az állattenyésztő telepeken.
12. Az 1950-es évek derekától úttörő munkának számított a Mezőgazdasági termények és termékek tárolása (Antal Dániel, Benke Sándor, Erdélyi István, László Gábor, Sebők M. Péter, Török Sándor és Veress István munkája, 1955), melynek újrakiadása 1961-ben hagyta el a nyomdát, s amelyhez hasonló könyvtípus sem azelőtt, sem azután nálunk nem jelent meg. Kós Károly Mezőgazdasági építészet (1957) c. művének viszont akad előzménye az EGE-kiadványok sorában (Domokos Kálmán hét kiadást megért munkája), folytatása már nem. A telkesítés (talajjavítás, vízmentesítés, öntözés), valamint a földkataszter és mezőgazdasági területrendezés témakörében 1953 és 1962 között megjelent kiadványok száma meghaladja a tízet, miközben az 1970-es években az ilyen jellegű munkák száma lecsökkent kettőre, az 1980-as években pedig megjelent egyetlenegy. Az EGE kiadványai között egyébként már Nemes István talajjavítással, lecsapolással és öntözéssel foglalkozó füzetei képviselték a szakirodalomnak ezt az ágát, s ugyanő a társszerzője a talajtérkép alkalmazásáról Szász Istvánnal és Csapó M. Józseffel közösen írt 1953-as kötetnek.
A talajtani vizsgálatok elsősorban Csapó M. József nevéhez fűződnek (1955, 1956, 1958, 1962), talajvédelemmel Szövérdi Ferenc (1953, 1960), valamint Brassay Sándor és Fränkel Elek (1979) foglalkozott, az öntözéstant pedig Lakatos István (1959), Titz Lajos, Sipos György és Nagy Zoltán kötete (1973) gyarapította. A nagyüzemi gazdálkodás és a környezetszennyeződés talajtani károsodásaira Jakab Sámuel 1985-ös Antenna-könyve figyelmeztet: az Életünk és a termőtalaj. A mezőgazdasági meteorológiát Pap Géza (1959, 1960) és Major Miklós (1980) kötetei képviselik. Itt említjük meg Dobai Rozáliát, a kolozsvári Mezőgazdasági Főiskola talajtani kutatóját, aki a Dolgozó Nő tudományos munkatársaként (1958-64) a háztáji gazdálkodást dolgozta fel.
13. A mezőgazdaság gépesítésére vonatkozó irodalomban csaknem egy évszázados kiesés után nyílt Erdélyben új fejezet. Antal András a kapálás gépesítéséről adott ki önálló munkát (1956), Lám Béla pedig a traktor karbantartásáról s a mezőgazdaság villamosításáról szóló fordítások után 1956 és 1961 között a következő eredeti munkákkal jelentkezett: Függesztett mezőgazdasági gépek; Vető-, ültető-, palántázó- és trágyázógépek; Antal Andrással társszerzésben Mezőgazdasági traktorok. Antal András és Titz Lajos közös munkája ugyanekkor a Növényvédelmi gépek (1961). Ezt követően Kerekes Ferenc mezőgépészekhez szóló kiadványai (1970, 1985) jöhetnek számításba.
14. A világ mezőgazdaságáról átfogó képet ígérő könyvtípust Nagy Miklós teremtette meg a Pillantás a világ mezőgazdaságára c. kötetével a Korunk Könyvek-sorozatban (1975). Ezt követte a szakkönyvkiadónál ugyancsak tőle az Állattenyésztés a nagyvilágban (1978), majd Veress István Antenna-könyve, a Gyümölcsfogyasztó emberiség (1982).
A mezőgazdasági főiskola magyar tagozatának elsorvasztása és a magyar mezőgazdasági szakkönyvkiadás leépítése nyomán a mezőgazdaság egyes tagozatainak irodalma is lecsökkent, majd megszűnt a diktatúra utolsó évtizedében.
Az 1989-es romániai forradalom után az újra eredeti nevén megjelenő Falvak Népe vált a földjét visszakövetelő, gazdakörökbe szerveződő erdélyi magyar földműves társadalom öntudatosító és szaktanácsokat nyújtó fórumává. Az a gazda-szellem, amely az 1980-as évek második felében csupán az egyetlen háztáji oldal hasábjain volt észlelhető, immár a teljes lapszámban érvényesülhetett az 1990 januárjában – az időközben önállósult szerkesztőségben – főszerkesztővé választott Ferencz L. Imrének és munkatársainak (Bíró Albin, Boga Annamára, Cseke Péter, Ferenczes István, Makkay József, Muzsnay Árpád, Gy. Szabó Gyula) köszönhetően. Újraindult Erdélyi Gazda címmel a szakmelléklet is 1990 októberében Makkay József szerkesztésében.
1990 őszétől tavaszig Kisgazdák Lapja címmel megjelent a Romániai Magyar Kisgazdapárt orgánuma (főszerkesztő: K. Bíró János, helyettese Kozma Szilárd), amely a politikai-társadalmi önszerveződés irányítása mellett szaktanácsadással is elősegítette a gazdálkodók talpra állását. Az EMGE folytatásaként megalakult Romániai Magyar Gazdasági Egyesület 1991 elején jelentette meg Gazdakalendáriumát A Hét kiadásában, s ugyancsak az RMGE a védnöke az 1991 augusztusától havonta napvilágot látó Kertbarátok Lapja c. szakfolyóiratnak, melyet Tóthfalusy V. Béla szerkeszt.
Különlegességként jelentkezett 1990. augusztusi indulással Sepsiszentgyörgyön a Lovasfutár Szalontai Sándor és az 1990-ben két dupla számot megért A mi kutyánk ebtenyésztő szaklap Deák Károly szerkesztésében.